# Pointe de flèche
Pour les articles homonymes, voir Pointe.
À ne pas confondre avec pointe à cran, un autre artefact préhistorique.

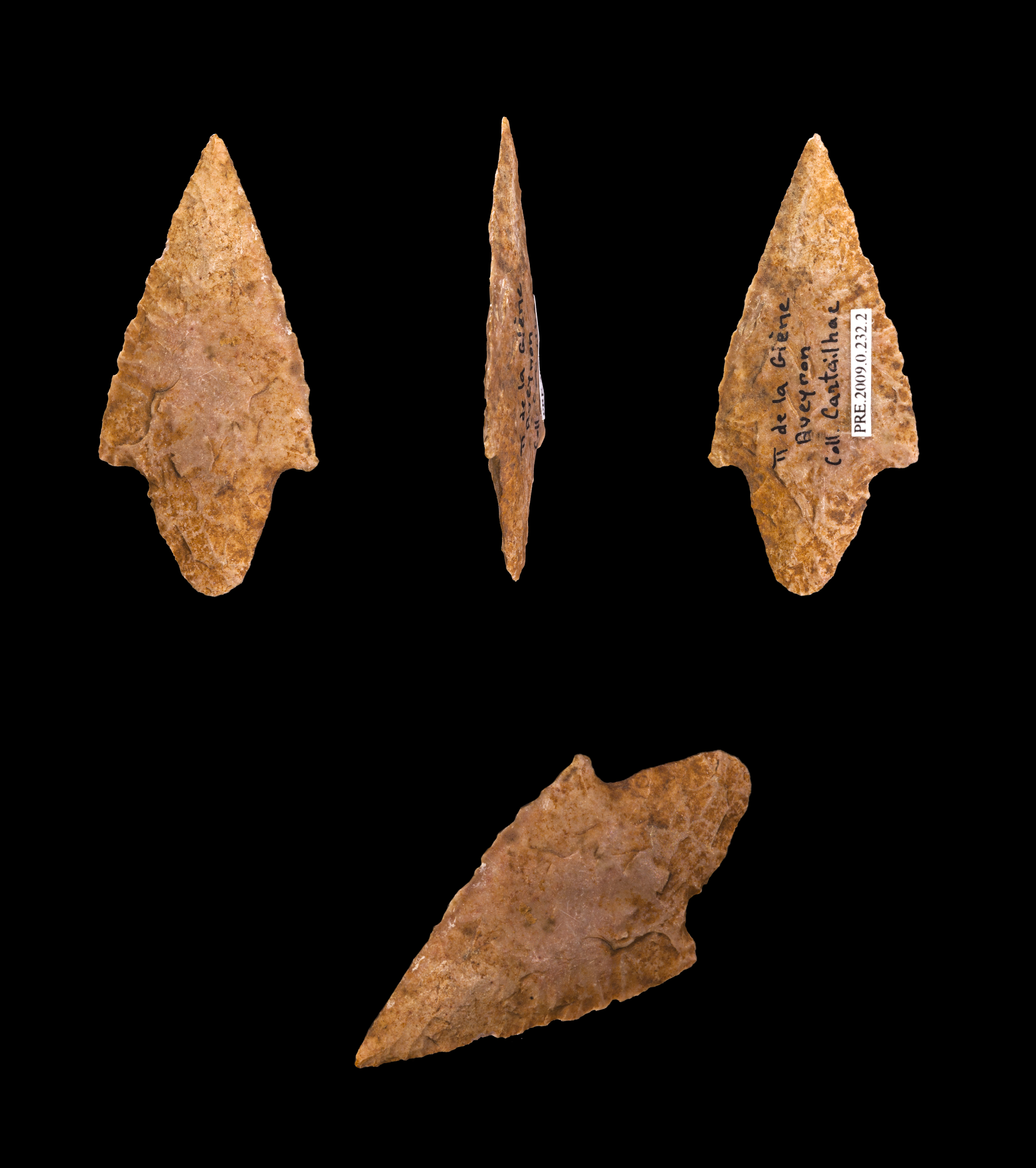
Pointe de flèche du Néolithique – Muséum de Toulouse

Une pointe de flèche est la partie perforante d'une flèche, à l'opposé de l'empennage. Elle peut être amovible, en bois, en pierre, en os, et tous les matériaux inventés par l'homme.
Elle peut être trempée avant usage dans une substance toxique pour augmenter sa dangerosité, ou inflammable pour déclencher un incendie.
Les plus anciennes pointes de flèches ont été découvertes dans la grotte de Fa Hien au Sri-Lanka (datées de 48 000 ans),
en Tunisie (datées de 50 000 ans),
dans la grotte Mandrin en France (datées de 50 000 ans)
et dans la grotte de Sibudu en Afrique du Sud (datées de 64 000 ans).

## Préhistoire
La pointe à la Font Robert est de petite taille : ce type d'outil est typique du Gravettien (paléolithique).

## Antiquité
Depuis l'antiquité, des flèches enflammées, dites aussi flèches incendiaires sont utilisées. L'archéologie expérimentale et des découvertes archéologiques bousculent l'iconographie traditionnelle voulant qu'une pointe de flèche sur laquelle est enroulée un tissu effiloché ou de l'étoupe imprégné de produit combustible comme la poix, puisse incendier facilement des cibles lointaines. La vitesse de la flèche éteint la flamme. Les forgerons cintraient les branches d'une « cage » sous la pointe, ce qui permettait d'y placer une matière inflammable laissant suffisamment de résidus incandescents pour enflammer la cible.

## Moyen Âge
Au Moyen Âge, les pointes de flèche en fer forgé ont des formes multiples en fonction de leur utilisation (guerre, chasse) ou d'autres critères (tradition, mode…).